# Kajakarstwo na Letnich Igrzyskach Olimpijskich 1968
Zawody w kajakarstwie na Letnich Igrzyskach Olimpijskich 1968 zostały rozegrane w dniach 22-25 października 1968 roku. Areną zmagań było Pista Olímpica Virgilio Uribe.

## Medaliści
Mężczyźni
| Konkurencja         | 1. miejsce                                                           | Wynik   | 2. miejsce                                                                   | Wynik   | 3. miejsce                                                            | Wynik   |
| ------------------- | -------------------------------------------------------------------- | ------- | ---------------------------------------------------------------------------- | ------- | --------------------------------------------------------------------- | ------- |
| C-1 1000 m (więcej) | Tibor Tatai                                                          | 4:36,14 | Detlef Lewe                                                                  | 4:38,31 | Witalij Gałkow                                                        | 4:40,42 |
| C-2 1000 m (więcej) | Rumunia · Ivan Patzaichin · Serghei Covaliov                         | 4:07,18 | Węgry · Tamás Wichmann · Gyula Petrikovics                                   | 4:08,77 | ZSRR · Naum Prokupiec · Michaił Zamotin                               | 4:11,30 |
| K-1 1000 m (więcej) | Mihály Hesz                                                          | 4:02,63 | Ołeksandr Szaparenko                                                         | 4:03,58 | Erik Hansen                                                           | 4:04,39 |
| K-2 1000 m (więcej) | ZSRR · Ołeksandr Szaparenko · Wołodymyr Morozow                      | 3:37,54 | Węgry · Csaba Giczy · István Tímár                                           | 3:38,44 | Austria · Gerhard Seibold · Günther Pfaff                             | 3:40,71 |
| K-4 1000 m (więcej) | Norwegia · Steinar Amundsen · Egil Søby · Tore Berger · Jan Johansen | 3:14,38 | Rumunia · Anton Calenic · Dimitrie Ivanov · Haralambie Ivanov · Mihai Țurcaș | 3:14,81 | Węgry · Csaba Giczy · István Tímár · Imre Szöllősi · István Csizmadia | 3:15,10 |

Kobiety
| Konkurencja        | 1. miejsce                                  | Wynik   | 2. miejsce                                   | Wynik   | 3. miejsce                                    | Wynik   |
| ------------------ | ------------------------------------------- | ------- | -------------------------------------------- | ------- | --------------------------------------------- | ------- |
| K-1 500 m (więcej) | Ludmiła Pinajewa                            | 2:11,09 | Renate Breuer                                | 2:12,71 | Viorica Dumitru                               | 2:13,22 |
| K-2 500 m (więcej) | RFN · Roswitha Esser · Annemarie Zimmermann | 1:56,44 | Węgry · Anna Pfeffer · Katalin Sági-Rozsnyói | 1:58,60 | ZSRR · Ludmiła Pinajewa · Antonina Sieriedina | 1:58,61 |

## Klasyfikacja medalowa
Opracowano na podstawie materiałów źródłowych.
| Miejsce | Państwo  | Złoto | Srebro | Brąz | Razem |
| ------- | -------- | ----- | ------ | ---- | ----- |
| 1.      | Węgry    | 2     | 3      | 1    | 6     |
| 2.      | ZSRR     | 2     | 1      | 3    | 6     |
| 3.      | RFN      | 1     | 2      | 0    | 3     |
| 4.      | Rumunia  | 1     | 1      | 1    | 3     |
| 5.      | Norwegia | 1     | 0      | 0    | 1     |
| 6.      | Austria  | 0     | 0      | 1    | 1     |
| 6.      | Dania    | 0     | 0      | 1    | 1     |
| Razem   | Razem    | 7     | 7      | 7    | 7     |